# Used (Zaragoza)
Used es una localidad y municipio español de la provincia de Zaragoza perteneciente a la comarca del Campo de Daroca, en la comunidad autónoma de Aragón, al pie de la sierra de Santa Cruz.

## Geografía
El término municipal de Used, pertenece al partido judicial y comarca de Daroca; se encuentra al sur de la provincia de Zaragoza a la que pertenece, y también igualmente de la comunidad autónoma de Aragón. Su término está comprendido entre los paralelos 41°56′25″ y 41°05′02″ de latitud norte, y entre los meridianos 2°4′0″ y 2°10′02″. El núcleo urbano en el punto de confluencia del paralelo 41°3′17″, norte, y el meridiano 22°07′55″, este.
Está situado en la llanura llamada Campo de Bello, su término linda al norte con los de Atea, Orcajo y Balconchán, al sur con los de La Yunta y Embid de la provincia de Guadalajara en la Comunidad autónoma de Castilla-La Mancha y Torralba de los Frailes; al este con los de Santed, Gallocanta y Las Cuerlas, y al oeste con los de Torralba de los Frailes y Cubel.
Prácticamente el 90 % de su término municipal se encuentra en la hoja o Cuadrícula 464, denominada Used, del mapa de España del Instituto geográfico y Catastral, correspondiente al dibujo y publicación de 1969, en la escala 1:50.000. Este mapa recoge además los términos municipales completos de Aldehuela de Liestos y Cubel, y otros parcialmente entre los que podemos citar Ibdes, Cimballa, Nuévalos, Atea, Las Cuerlas, Orcajo y Murero, así como los correspondientes a la provincia de Guadalajara de Embid, Tortuera y Fuentelsaz. Las hojas que coinciden en su parte norte con el número 465 es Daroca, en su parte sur el 463, que corresponde a Milmarcos, en el este el 490 a Odón, y en el oeste el 437 a Ateca.

### Superficie
El término municipal de Used tiene una superficie total de 8513 Ha, de las que 6136 Ha, son de superficie labrada, un 72,1 %; 1427 Ha de superficie no labrada, un 16,8 % y 950 Ha son de superficie improductiva, un 11, 1 %.
La superficie cultivada se dedica a secano, principalmente al cultivo extensivo de cereal. La superficie dedicada al cultivo de regadío es vestigial y no llega al 0,1 % de la superficie labrada.
La superficie no cultivada es bosque, dedicado a la explotación forestal, y monte bajo poblado con especies espontáneas no arbóreas, como tomillo, romero, jara, retama, y otras especies espontáneas.

### Orografía
La sierra de Santa Cruz correspondiente a la Cordillera Ibérica forma parte de sus límites con los términos de Atea, Orcajo y Balconchán desde el punto más alto del Puerto de Used en la carretera que une Used con Atea, hasta su límite por el este con el término de Santed. El punto más alto es el Berrocal con 1433 metros, al que sigue la Muela con 1377 metros, y otros como el Castillo con 1330 metros en el Collado de las Taravillas. Hay otros picos intermedios corno son Peña Helada con 1266 metros, el de la Atalaya o del Molino de Viento con 1148 metros y el de la Pata de Caballo con 1309 metros. Sobresale en el este el Monte de Zaida, con sus 1291 metros.
Hay dos collados o pasos de la sierra, además del mencionado Puerto de Used, que son el Collado del Puerto con 1266 metros, y el de la Fonseca con 1307 metros. El collado del Puerto corresponde al camino que iba de Used a Orcajo.
En toda esta sierra sólo hay dos fuentes, una que se conoce con el nombre de la Hoya del Estepar, y otra la Fuente de la Pata, al pie del Monte de la Pata del Caballo, a un kilómetro y medio del casco urbano.
Representa esta parte de la sierra aproximadamente un 20 % del término municipal, el resto unas 6500 Ha tienen una altura media de unos 1050 metros sobre el nivel del mar y una oscilación de 1000 a 1100 metros. El punto más alto de toda esta superficie llana es de 1131 metros, y se encuentra en el paraje llamado la Zorra en el Coscojar, casi en el límite con la provincia de Guadalajara.

### Hidrografía
La parte más baja corresponde a la laguna de la Zaida, superficie encharcada, perteneciente a la cuenca endorreica de Gallocanta. Casi el 90 % de las aguas de lluvia o de escorrentía del término municipal que van a parar a Zaida están controladas por la "Parada", una obra hidráulica construida en el siglo XVI. Hemos hablado igualmente de la regulación en cabecera del barranco o arroyo de Valdernolinos, a través de la presa de tierra para el abastecimiento de la población, en el paraje denominado de las Fuentecillas.
Hay un gran número de pequeños embalses donde se recoge el agua, para abrevar los ganados. Así tenemos entre otros el de los Cabezuelos, Blanco, Alto, Dehesa, las Zorras, Villarralbo, los Prados, los Colorados, Venta de Morral, las Balsas Grande y Pequeña y el de El Carnajuelo. Las llamadas Balsas Grande y Pequeña son de agua salobre, de composición muy similar a la de la Laguna de Gallocanta. Los terrenos de sus alrededores son salitrosos.

## Clima
Es de clima continental, bastante extremado por su altitud media, 1050 metros. Los inviernos son fríos y los veranos calurosos con temperaturas medias mensuales en invierno de 0 a 1 °C con mínimas históricas de 20 y 25 °C bajo cero, y de unos 30 °C en verano. Su altitud media, a pesar de que la lluvia no es abundante y no está bien distribuida durante el año, da origen a que, en general, las tierras sean frescas, porque mantienen relativamente la humedad. Esto permite que las cosechas de cereales, sean bastante regulares o seguras.

### Humedad
Hay dos zonas diferenciadas, una en los alrededores de la laguna de Zaida en la que tiene influencia la parte encharcada, y la otra que corresponde al resto del término municipal, más seca, con pequeñas diferencias cuando se sobrepasan los 1100 metros. Esta baja humedad relativa impide muchas enfermedades criptogámicas. Prácticamente debido a los vientos continuos no muy fuertes y a esta humedad relativa baja, no suele haber nieblas.

### Pluviometría
La precipitación anual es pequeña. La media oscila entre los 400 y los 500 mm, y no llega muchos años a los 400 mm. Esta lluvia o precipitación se reparte irregularmente a lo largo del año, principalmente en los períodos de abril a junio y de septiembre a noviembre. El mes más seco es febrero.
Las nevadas intensas en los últimos años son frecuentes, los meses más propicios son: diciembre, enero, febrero y marzo. Estas nevadas son de poca intensidad de (5– 10 cm de espesor), aunque ha habido años que llega hasta los 25 o 30 cm.
Un porcentaje importante de días de lluvia cae en forma de tormentas en verano. Algunas de estas tormentas, aproximadamente un 10 %, son de granizo, aunque en los últimos años y debido a los medios que existen para combatir este fenómeno meteorológico, prácticamente se puede decir que no se produce en la actualidad. Este fenómeno tormentoso de granizo no afecta a todo el término por igual.

### Vientos
Los vientos no suelen originar trastornos en la agricultura. La velocidad superior a los 60 km/hora es poco frecuente. El viento dominante es el que proviene del noroeste o del Moncayo, que se le conoce como Cierzo, penetrando entre Cubel y Atea, a través del río Ortiz. El "zaragozano" que procede del norte, de la parte de la sierra de Santa Cruz, especialmente del término de Orcajo. Los "bochornos" proceden uno de la parte sureste entre Torralba de los Frailes y Las Cuerlas, se le conoce con el nombre de "castellano", y el otro más dirección sur es el "regañon", más caliente, dirección Aldehuela de Liestos entre Torralba de los Frailes y Cubel.
También hay viento del este procedente de Gallocanta, conocido como "solano", y del que se conoce el siguiente refrán, "Solano, con el agua en la mano; en invierno, si; pero no en verano".

## Toponimia
El término Used actual, referido al municipio aragonés, de la provincia de Zaragoza, procede de la evolución de la palabra Fuset, que es el nombre con el que a partir de la Reconquista, en los siglos Xll y XIV, aparece en todos los documentos estudiados. El primer paso fue a Huset, y más tarde pasa a Uset o Usset, y cambia la T por la D. Se presenta como Usset en los viajes de Carlos II en 1677 y de Felipe V en 1701. A finales del siglo XVII y principios del XVIII, ya aparece el nombre actual de Used.
El nombre original, Fuset o Fuseto, que está documentado en el libro Bermejo de Daroca, cuando se refiere al documento notarial del 27 de febrero de 1205 del arzobispo de Zaragoza D. Raimundo de Castrocol, sobre la organización eclesiástica de la comunidad darocense, e igualmente aparece este nombre, en otros documentos fechados en Daroca en 1391 y hasta 1441.

## Historia
La primera alusión documental al pueblo de Used está fechada en el año 1199 y corresponde a un legajo en el que se alude a las parroquias dependientes de Gerardo, Canónigo de la Seo de Zaragoza. Una de estas parroquias, dependientes de La Seo y de Santa María de Daroca es Fuset.
A raíz de la Reconquista, Used entonces Fused, formaba parte de las aldeas de la Comunidad de Daroca, creada en el año 1248, según documentos de los siglos XIII y XIV; y en lo religioso, la parroquia de Used dependía de la de Santa María de Daroca, en la ordenación de 1205, que anteriormente hemos indicado.
En la Guerra de los dos Pedros (Pedro IV de Aragón y Pedro I el Cruel de Castilla) el lugar de Used estuvo en el epicentro de la guerra que asolaba en ese momento a media Europa y no será este el único momento. Hablamos de 1356 a 1361. En el año 1356, Used fue prácticamente destruido y a finales de 1357 sus vecinos se tuvieron que refugiar en el castillo de Cubel. En la segunda parte de este conflicto, cuando el rey Pedro el Cruel ocupó Calatayud, Used también sufrió las iras del castellano. No obstante, Used sobrevivió a este conflicto y a la peste negra que le sucedió.
Formaba parte de la Sesma del Campo de Gallocanta, integrada por los pueblos de las cercanías de la laguna, excepto Tornos y otros más alejados de la ribera del río Jiloca, cercanos a Daroca como Manchones, Murero, Báguena, San Martín del Río o Villanueva de Jiloca.
Pertenecía a la sobrecullida de Daroca, una unidad administrativa creada en el siglo XV y que perduró hasta principios del siglo XVIII. Sabemos que en 1789 formaba parte del partido corregimiento de Daroca, y ya en 1834, al formarse los partidos judiciales queda incluido Used en el de Daroca, y a él sigue perteneciendo desde la reordenación de 1911 hasta el momento actual.
También en lo religioso forma parte del arciprestazgo de Daroca, e igualmente depende de la notaría y registro de la propiedad de Daroca.
Según la comarcalización agraria realizada el año 1977, Used forma parte de la Comarca de Daroca en la provincia de Zaragoza.

## Demografía
Used cuenta con una población de 260 habitantes (INE 2024).
| Gráfica de evolución demográfica de Used entre 1842 y 2021                                                          |
| |
| Población de derecho según los censos de población del INE Población de hecho según los censos de población del INE |

## Administración y política
| Período   | Alcalde                    | Partido    |                         |
| --------- | -------------------------- | ---------- | ----------------------- |
| 1979-1983 | Eloy Aparicio Valencia     | Ind.       |                         |
| 1983-1987 | Alfredo Vicente            |            |                         |
| 1987-1991 | Alfredo Vicente            | P.A.R      |                         |
| 1991-1995 | Alfredo Vicente            | P.A.R      |                         |
| 1995-1999 | Alfredo Vicente            | P.AR       |                         |
| 1999-2003 |                            |            | José María Pardos Barra |
| 2003-2007 | María Carmen Sánchez Pérez | PSOE       |                         |
| 2007-2011 | María Carmen Sánchez Pérez | PSOE       |                         |
| 2011-2015 | María Carmen Sánchez Pérez | PSOE       |                         |
| 2015-2019 | María Carmen Sánchez Pérez | PSOE       |                         |
| 2019-     | Fernando Sánchez Hernández | Ciudadanos |                         |

| Partido político    | Partido político                                   | 2003   | 2007   | 2011   | 2015   |
| Partido político    | Partido político                                   | Ediles | Ediles | Ediles | Ediles |
|                     | Partido de los Socialistas de Aragón (PSOE-Aragón) | 5      | 6      | 4      | 5      |
|                     | Partido Popular de Aragón (PP)                     | 2      | 0      | 3      | 2      |
|                     | Partido Aragonés (PAR)                             | —      | 1      | 0      | —      |
|                     | Chunta Aragonesista (CHA)                          | —      | 0      | —      | —      |
| Total de concejales | Total de concejales                                | 7      | 7      | 7      | 7      |

## Patrimonio

### Iglesia de San Pedro y San Pablo y otros monumentos

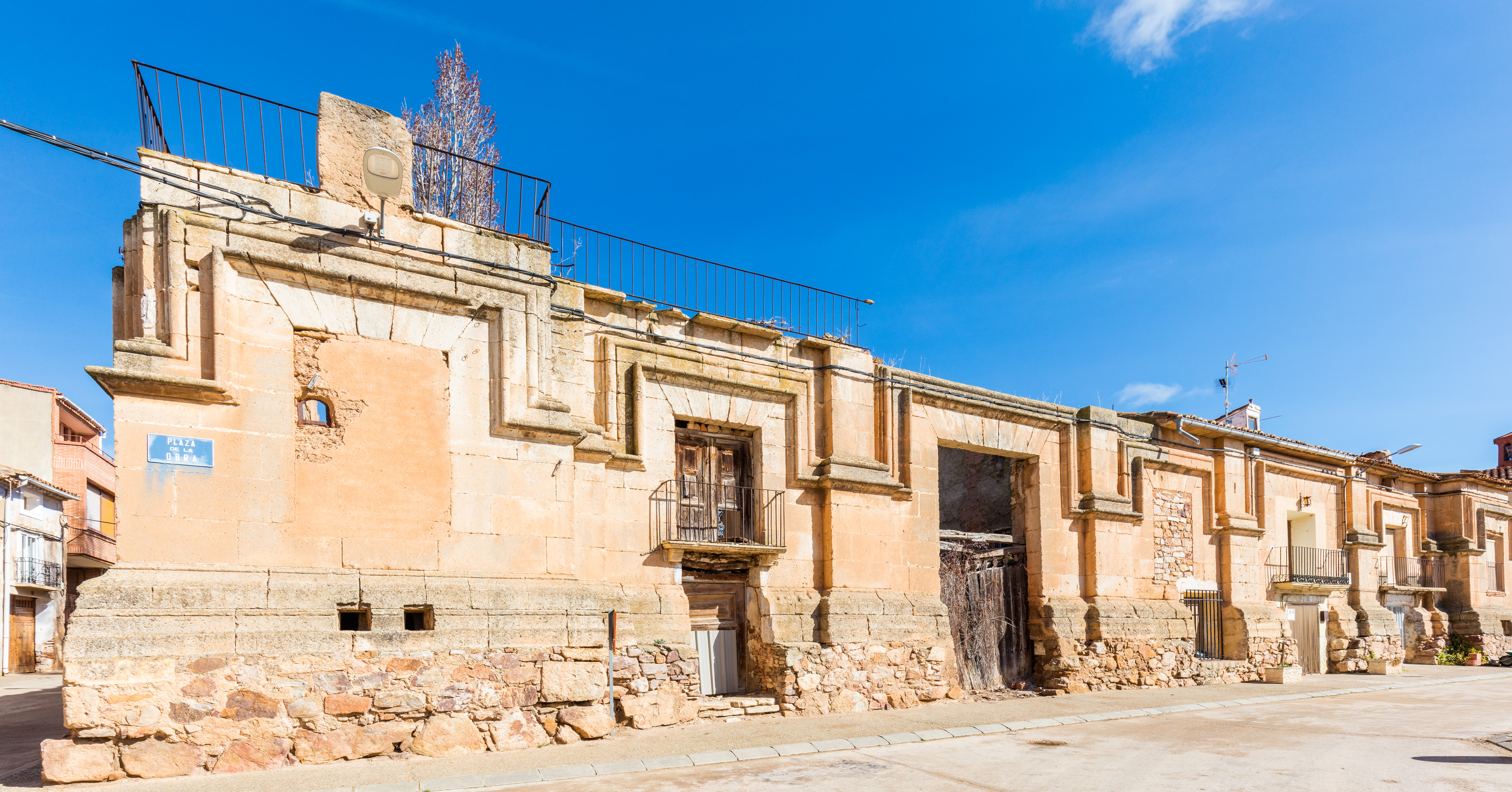
Palacio de Used.

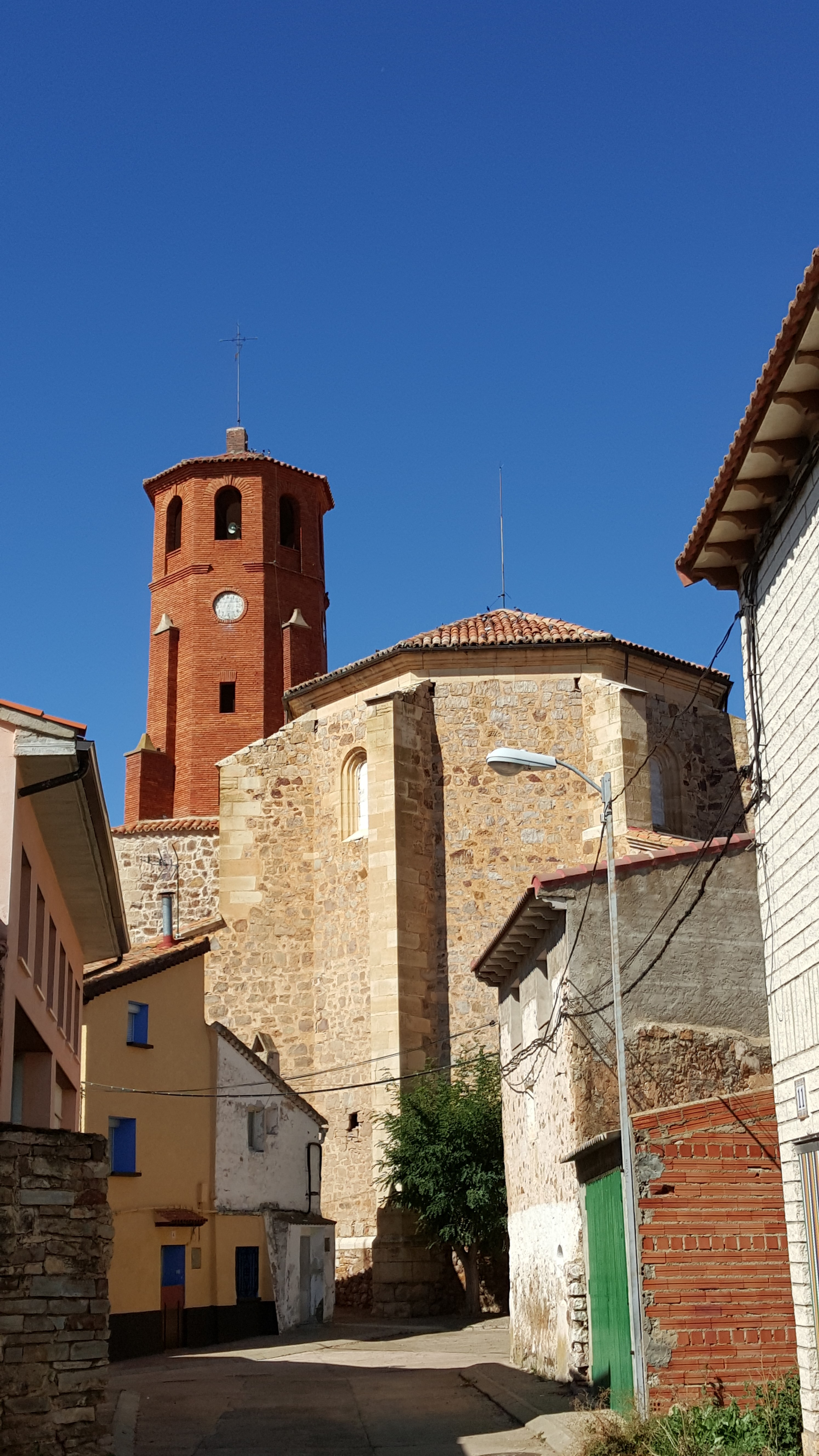
Iglesia de San Pedro y San Pablo, Used.

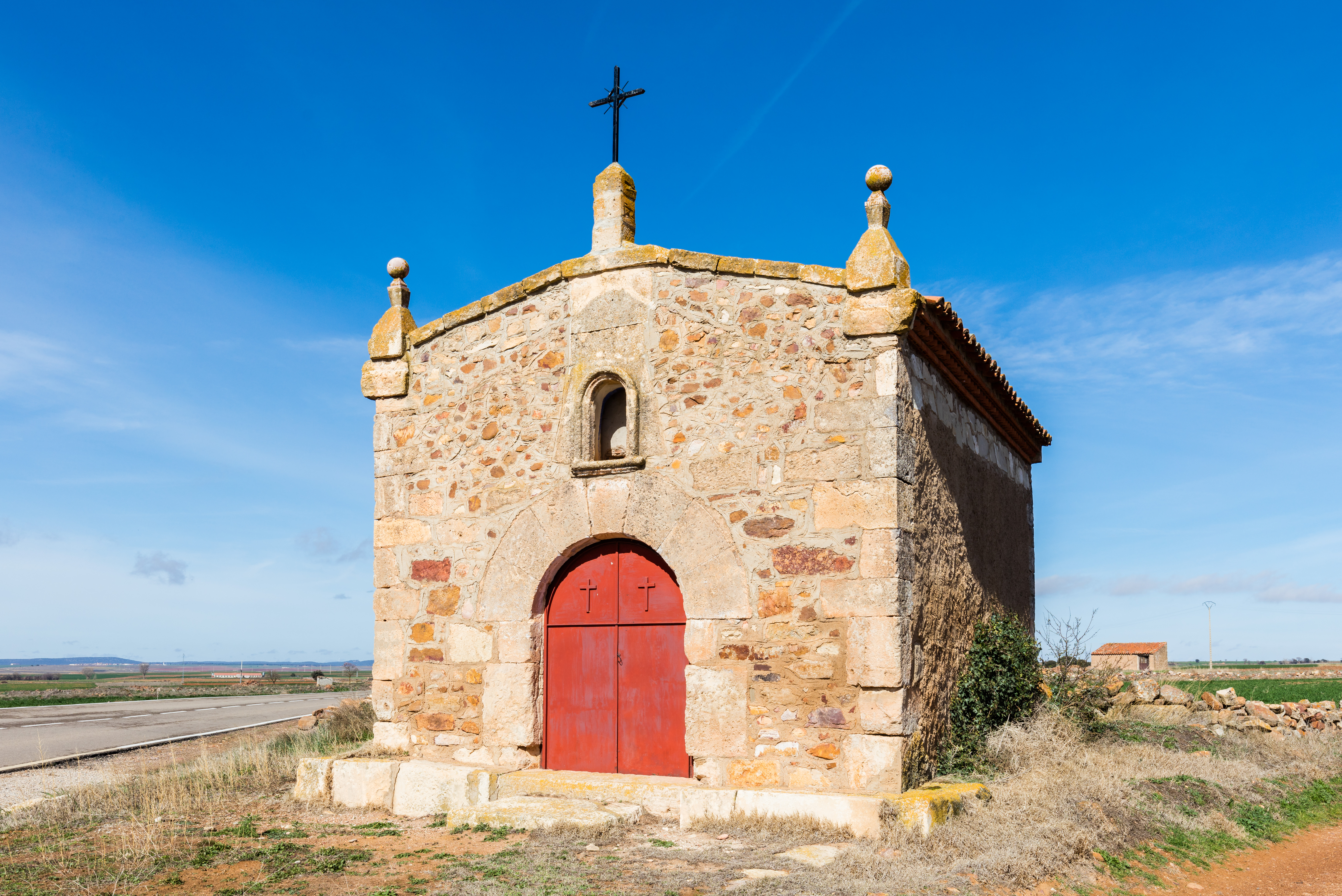
Ermita de San Antón, Used.

La iglesia de San Pedro y San Pablo de Used, en su factura actual de gótico tardío levantino, se empezó a construir en el año 1555 por el maestro de villa Lope de Dueñas. Anteriormente hubo una iglesia más pequeña y antigua con el nombre de iglesia de San Pedro, seguramente de estilo románico.Destaca en esta iglesia la fachada renacentista, construida al modo de arco triunfal y con piedra de sillería extraída de las canteras del lugar. En su interior se elevan distintos retablos barrocos, presididos por el altar mayor de tipo romanista y atribuido a Juan Miguel Orliens.
También tiene mérito el órgano renacentista del siglo XVII, de rica decoración. Este instrumento sufrió varias modificaciones a lo largo del tiempo incluyendo una ampliación en los siglos XIX y XX con elementos que pertenecían a un instrumento de tamaño mayor. Durante el año 2008 se restauró este instrumento devolviéndolo a su forma original renacentista.
Es también un edificio civil destacado el actual ayuntamiento de la villa, construido en el año 1690 por Juan de Chavarría de Monterde y Juan Tomás Magaña de Used. Se trata de un imponente y sólido edificio con función civil y de porte clásico, construido a partir de un amplio arco de medio punto central, con grandes ventanales y una hornacina con el santo titular -San Vicente Mártir- sobre la puerta principal.
La plaza de la Obra merece un capítulo aparte, porque según la tradición allí estaba el mesón en el que se albergaron los reyes católicos y otros monarcas que transitaron por el Camino Real y pernoctaron en Used como Felipe II, Felipe IV, Felipe V y Carlos II. En esta plaza se levanta además un enorme palacio inacabado de carácter Herreriano -"La Obra"- que se atribuye a la galantería y agradecimiento de un hidalgo del lugar. Junto a esta obra se levanta también una bonita casa solariega de la familia Lozano.
Otras casas solariegas con sus escudos se descubren paseando por el lugar como la Casa de Gonzalo de Liria, la de los Huerta de Bernabé, la de los Vicenes, la de los García, etc.